# Игнатович, Геннадий Иванович
Генна́дий Ива́нович Игнато́вич (род. 13 мая 1959, Светлый, Калининградская область, СССР) — советский футболист, защитник.

## Карьера
Обучался футболу в Ленинградской области. В 1978 году был приглашён новым тренером ленинградского «Зенита» Юрием Морозовым в команду. В Высшей лиге дебютировал 22 июля в матче против киевского «Динамо» (1:0), заменив на 56-й минуте Владимира Голубева. За 3,5 года провёл в чемпионате 21 матч, а также 7 матчей в Кубке. Летом 1981 перешёл в ленинградское «Динамо». В 1982 году защищал цвета череповецкого «Строителя». В следующем году вернулся в Ленинград. В 1985 году вновь защищал цвета «Строителя». В 1986 году пополнил ряды вологодского «Динамо». В 26 лет получил тяжёлую травму тазобедренной кости, после чего завершил карьеру. Работал в компании по производству мебели.

## Достижения
- Бронзовый призёр чемпионата СССР: 1980
- Бронзовый призёр 1-й зоны Второй лиги: 1981

## Личная жизнь
Сын Павел (род. 1989) также стал профессиональным футболистом.